# Глендејл (Орегон)
Глендејл (енгл. Glendale) град је у америчкој савезној држави Орегон.

## Демографија
По попису из 2010. године број становника је 874, што је 19 (2,2%) становника више него 2000. године.
| Група             | 2000.       | 2010.       |
| Белци             | 715 (83,6%) | 751 (85,9%) |
| Афроамериканци    | 0 (0,0%)    | 3 (0,3%)    |
| Азијати           | 9 (1,1%)    | 1 (0,1%)    |
| Хиспаноамериканци | 73 (8,5%)   | 82 (9,4%)   |
| Укупно            | 855         | 874         |